# Daniel Dăianu
Daniel Dăianu (ur. 30 sierpnia 1952 w Bukareszcie) – rumuński ekonomista, wykładowca akademicki, profesor, były minister finansów publicznych, w latach 2007–2009 deputowany do Parlamentu Europejskiego VI kadencji.

## Życiorys
Absolwent ekonomii, ukończył w 1975 Akademię Studiów Ekonomicznych w Bukareszcie (ASE). Na tej samej uczelni uzyskał stopień doktora. W pierwszej połowie lat 90. odbywał staże naukowe na Harvard University oraz w Harvard Business School.
W latach 1976–1978 pracował w dziale zagranicznym Securitate, rumuńskiej tajnej komunistycznej policji, z której odszedł na własną prośbę. W 2007 CNSAS (narodowa rada zajmująca się analizowaniem działalności Securitate) stwierdziła, iż Daniel Dăianu zajmował się wyłącznie kwestiami gospodarczymi i nie brał udziału w działaniach politycznych. Od 1979 do 1990 był zatrudniony w instytucie ekonomicznym jako wykładowca.
W 1992 był wiceministrem finansów, następnie przez pięć lat głównym ekonomistą banku centralnego. W okresie od grudnia 1996 do września 1997 sprawował urząd ministra finansów publicznych w gabinetach Victora Ciorbei i Radu Vasile. Odszedł z rządu, kwestionując decyzję zakupu 96 śmigłowców wojskowych od firmy Bell Helicopter Textron. W 2001 został członkiem Academia Română.
Jako wykładowca akademicki obejmował stanowiska profesora na różnych uczelniach. Związany zawodowo głównie z SNSPA, gdzie został profesorem prawa publicznego. Był profesorem wizytującym m.in. na University of California i Uniwersytecie Bolońskim. Opublikował szereg prac naukowych z zakresu ekonomii, obejmował liczne funkcje doradcze w organizacjach krajowych i międzynarodowych.
W wyborach w 2007 z listy Partii Narodowo-Liberalnej uzyskał mandat posła do Parlamentu Europejskiego, który objął w grudniu tego samego roku. W PE był członkiem grupy Porozumienia Liberałów i Demokratów na rzecz Europy oraz Komisji Budżetowej. Kadencję zakończył w lipcu 2009.